# Vincenzo Manna

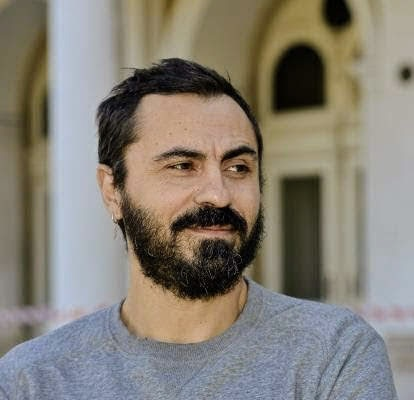

Vincenzo Manna (Rieti, 15 aprile 1977) è un drammaturgo, traduttore e sceneggiatore italiano.

## Biografia
Dopo le scuole dell'obbligo frequentate a Rieti e la laurea in  "Retorica e Stilistica" all'Università degli Studi di Firenze, Vincenzo Manna studia presso l'Accademia Nazionale d'Arte Drammatica "Silvio D'Amico" di Roma dove si diploma in Regia nel 2009 con uno spettacolo dal titolo "Fari nella nebbia", di cui è sia autore che regista. Da allora comincia una carriera che lo vede impegnato sia nella regia teatrale che nella scrittura. Nel 2010 vince il Premio Scenario sezione Infanzia con una rivisitazione cruda e provocatoria della fiaba di "Hansel e Gretel". Lo stesso anno, gli viene conferito durante il 53º Festival dei Due Mondi di Spoleto, il Premio SIAE come miglior nuovo autore italiano. Oltre alla drammaturgia e alla regia teatrale, il lavoro di Vincenzo Manna comprende anche la traduzione: l'originale adattamento del "Giulio Cesare" di William Shakespeare di cui è autore insieme al regista Andrea Baracco, rappresenta l'Italia al Globe Theatre di Londra durante le manifestazioni culturali delle Olimpiadi del 2012. E la sceneggiatura: dal suo testo teatrale "La classe" è tratto nel 2022 il film "La prima regola", di cui Vincenzo Manna firma soggetto e script. Nel cast Darko Perić, Fabrizio Ferracane e Marius Bizau, "La prima regola" vince il Cinematografo Awards 2022 alla migliore colonna sonora, realizzata da Porto Leon, Boosta e Violante Placido.
Tra gli altri suoi lavori più importanti: "Fari nella nebbia" (2009), testo teatrale finalista al 50º Premio Riccione, menzione speciale della giuria; "L'ultima cena" (2011), testo teatrale finalista al Premio Hystrio 2011; "Cani" (2014), testo teatrale 2º Premio Borrello e Premio CassinOff; "Sei donne appassionate" (2017), regia teatrale realizzata per il Teatro Nazionale Croato Ivan Zajic; "La classe" (2018), testo teatrale scritto per Società per attori e Accademia Perduta Romagna Teatri in tour per 4 stagioni, Valentina Carli ruolo Arianna, Premio Le maschere del Teatro Italiano 2022 alla miglior attrice emergente; "Il nodo" (2020) traduzione e adattamento del testo di Johnna Adams "Gidion's knot" per lo spettacolo di Serena Senigaglia con Ambra Angiolini e Arianna Scommegna. 

## Teatrografia
- La storia di Ronaldo, il pagliaccio del McDonald's di Rodrigo Garcia (2007, regia).
- La porta (2008, drammaturgia e regia).
- Fari nella nebbia (2009, drammaturgia e regia).
- Senza fine (2010, drammaturgia e regia).
- Figli della città di K. (2010, drammaturgia).
- Elisa Cruz (2010, drammaturgia).
- Hansel e Gretel (2010, regia e drammaturgia).
- Giulio Cesare di William Shakespeare (2010, traduzione e drammaturgia).
- La famiglia (2011, drammaturgia).
- Oh, carrot. A love story (2011, regia e drammaturgia).
- Peau (2012, regia e drammaturgia).
- Inverno di Jon Fosse (2014, regia).
- Odissea di Derek Walcott (2015, regia).
- Roberto Zucco di Bernard Marie Koltes (2015, regia).
- Cani (2016, drammaturgia e regia)
- La classe (2016, drammaturgia).
- Sei donne appassionate di Mario Fratti (2017, regia).
- Il piccolo principe (2018, drammaturgia).
- Il nodo (2019, traduzione).
- Ulisse (2020, drammaturgia).
- Tre uomini in barca di Jerome K. Jerome (2021, adattamento e drammaturgia).
- La cosmicomica vita di Q, da Italo Calvino (2025, drammaturgia).

## Filmografia
- La logica delle cose (2012, sceneggiatura).
- La prima regola (2022, soggetto e sceneggiatura).

## Riconoscimenti
- Premio SIAE come miglior giovane autore italiano[2].
- Premio Scenario Infanzia come regista e autore dello spettacolo Hansel e Gretel.

## Pubblicazioni
- Cani in New Writing Italia. Dieci pezzi non facili di teatro (Editoria&Spettacolo, 2011)[3].
- La famiglia in La mia poetica. Sulla drammaturgia italiana contemporanea (Editoria&Spettacolo, 2012)[4].
- Made in China in Generazione E (Titivillus, 2012).